# Frullania magellanica
Frullania magellanica là một loài Rêu trong họ Jubulaceae. Loài này được F. Weber & Nees mô tả khoa học đầu tiên năm 1845.